# Sofia Adlersparre
Sofia Adolfina Adlersparre (6 de març de 1808 - 23 de març de 1862) fou una pintora sueca.

## Biografia
Sofia Adlersparre era filla del matrimoni format per Axel Adlersparre, un noble luterà i governador d'Öland, i Carolina von Arbin. Va demostrar talent per a pintar ja des de la infantesa. Va aprendre de C. F. Pedersen, i quan la seva família es va mudar a Estocolm l'any 1830, va ser educada pels artistes Carl Gustaf Qvarnström (1810-1867), Johan Gustaf Sandberg i Olof Johan Södermark (1790-1848).
Va debutar l'any 1836 quan la princesa hereva, Josefina de Leuchtenberg, futura reina de Suècia, li va encarregar una pintura i li va presentar contactes útils.
Adlersparre va realitzar diversos viatges per estudiar art a l'estranger: va viatjar a Alemanya, Itàlia i França. Entre els anys 1839 i 1840, va aprendre del mestre Leon Coignet, a París, on a més coneixeria Carl Wahlbom i Per Wickenberg. Després del seu retorn a Suècia, va obrir una escola de dibuix. Amalia Lindegren va ser alumna seva.
L'any 1845, la reina de Suècia va finançar-li estudis a París. Entre els anys 1845 i 1846 va estudiar a Dresden, on es va veure inspirada pels artistes J. C. Dahl I Caspar David Friedrich i on va copiar quadres més antics. Als anys 1851-1855 va rebre ajudes estatals per estudiar a Múnic, Bolonya, Florència i Roma. A Roma va ser membre de la colònia d'artistes suecs i va tenir contactes amb la colònia d'artistes alemanys i el moviment Natzarè, en el qual es trobava Friedrich Overbeck. A més, es va convertir al catolicisme i va pintar el papa Pius IX. Les seves pintures van reflectir el corrent estilístic del romanticisme propi de l'era, encara que també es va veure molt influïda per l'artista renaixentista Rafael de Urbino (Raffaello Sanzio).
L'any 1855 Adlersparre va realitzar una visita a Suècia, país en el qual es van exhibir els seus treballs, al palau Reial.
L'any 1862 va tornar permanentment a Suècia, on el Litteratörernas och Artisternas pensionsförening li va assignar una pensió. Moriria poc després d'haver-ne rebut el primer pagament. Aquest mateix any la feminista Sophie Adlersparre, esposa del seu germà, va exigir que les dones pogueren d'estudiar art a la Reial Acadèmia Sueca de les Arts amb les mateixes condicions que els homes. Aquesta demanda va ser rebuda l'any 1864.

## Obres

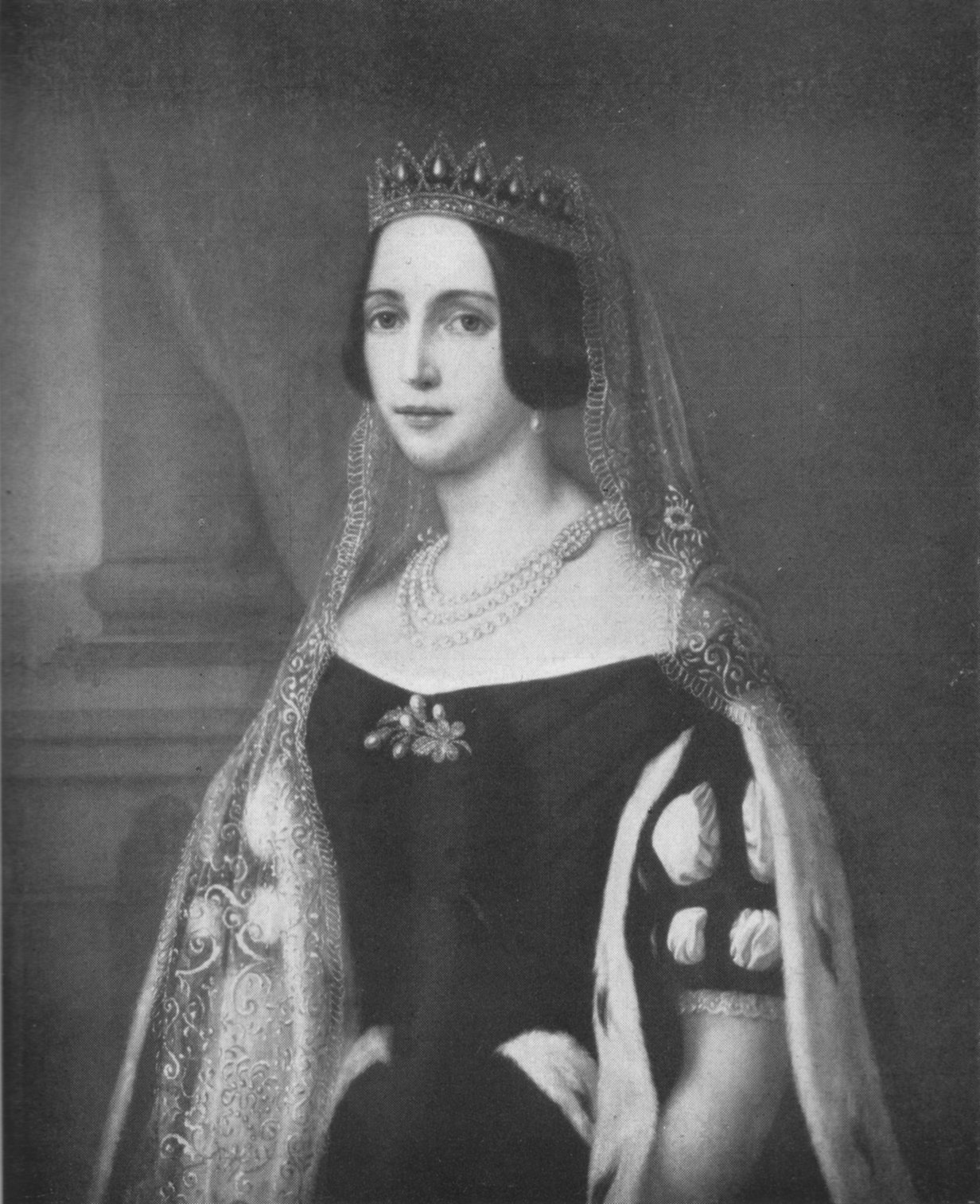
Reina Joséphine
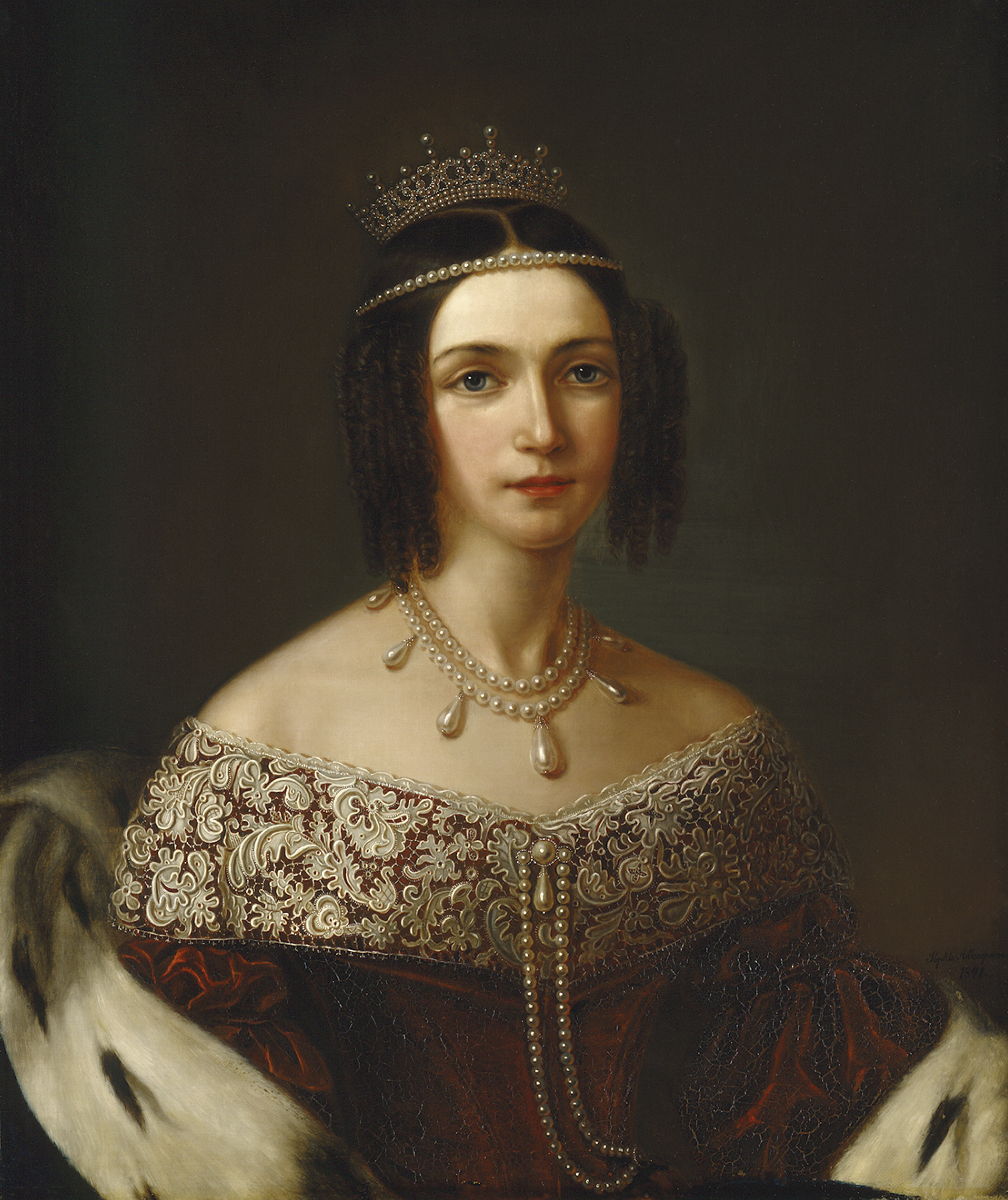

## Fuentes
- Österberg, Carin et al., Svenska kvinnor: föregångare, nyskapare. Lund: Signum 1990. (ISBN 91-87896-03-6) (en suec)
- Stålberg, Wilhelmina & P. G. Berg. Anteckningar om svenska qvinnor 1864-1866 (en suec).